# Australoonops haddadi
Espèce
Australoonops haddadi est une espèce d'araignées aranéomorphes de la famille des Oonopidae.

## Distribution
Cette espèce  se rencontre au KwaZulu-Natal en Afrique du Sud et dans la province de Maputo au Mozambique,.

## Description
Le mâle holotype mesure 1,91 mm et la femelle 2,56 mm.

## Étymologie
Cette espèce est nommée en l'honneur de Charles R. Haddad.

## Publication originale
- Platnick & Dupérré, 2010 : The goblin spider genera Stenoonops and Australoonops (Araneae, Oonopidae), with notes on related taxa. Bulletin of the American Museum of Natural History, no 340, p. 1-111 (texte intégral).